# Farinata di cavolo nero
La farinata di cavolo nero, popolarmente chiamata cavolata, è un primo piatto tipico della cucina toscana, di origine Pistoiese dove viene anche chiamato farinata con le leghe.
Ricalca, come origine e diffusione, gli altri piatti tipici della cucina povera toscana, come la minestra di pane o la ribollita. E proprio come queste ultime la ricetta può variare, anche sensibilmente, da zona a zona.
Si distingue dalla minestra di cavolo nero, che ha una preparazione completamente differente.

## Preparazione
La base di cottura è il minestrone, preparato secondo la ricetta classica, con l'obbligatoria aggiunta di foglie di cavolo nero, che abbiano necessariamente preso il ghiaccio, ovvero subito una gelata invernale.
Una versione più leggera contempla la cottura diretta del cavolo nero con cipolla, sedano, carote, peperoncino e salsa di pomodoro. La base della minestra può anche essere ottenuta bollendo le verdure nell'acqua di cottura dei fagioli borlotti. Questo conferisce un sapore ed una consistenza più marcata. 
La farinata dovrà arrivare a cottura in maniera parecchio liquida, in modo da potervi aggiungere una congrua quantità di farina gialla, da mescolare fino a cottura. Sebbene la ricetta tradizionale contempli la classica farina gialla a cottura lenta (oltre 40 minuti), l'utilizzo di farina per polenta istantanea consente di mantenere più compatte le verdure. Alla minestra possono essere aggiunti dei fagioli borlotti precedentemente cotti, in modo che rimangano integri fino a fine cottura. 
Varianti locali permettono l'uso di erbe aromatiche come la nepitella, il timo o la maggiorana. 
Come tutte le minestre toscane, è servita ben calda con un filo d'olio extravergine di oliva a crudo.